# Wojciech Nieradka
Wojciech Nieradka (ur. 20 lutego 1964 w Tarnobrzegu) – były polski piłkarz i trener, podczas kariery występujący na pozycji napastnika.

## Kariera piłkarska
Wojciech Nieradka jest wychowankiem Stali Stalowa Wola. W młodych latach grał także w amatorskim zespole LZS Głowienka. W 1987 roku trafił do pierwszej drużyny Stali, która wtedy grała w I lidze (obecnie Ekstraklasa). W barwach zespołu ze Stalowej Woli Nieradka strzelił 2 bramki w najwyższej polskiej lidze.
W 1993 roku podpisał kontrakt z Siarką Tarnobrzeg, która również w tamtym czasie grała na pierwszoligowych boiskach. W 1995 roku zawodnik ten przeszedł do MG MZKS Kozienice. Potem grał w KSZO Ostrowiec Świętokrzyski, Granicy Lubycza Królewska, KP Zarzecze, a karierę zakończył w Sannie Zaklików.
Nieradka rozegrał w sumie 55 spotkań w I lidze i strzelił 2 gole.

### Statystyki
| Sezon   | Klub                         | Rozgrywki      | Mecze | Bramki |
| ------- | ---------------------------- | -------------- | ----- | ------ |
| 1987/88 | Stal Stalowa Wola            | I liga         | 13    | 1      |
| 1991/92 | Stal Stalowa Wola            | I liga         | 18    | 1      |
| 1993/94 | Siarka Tarnobrzeg            | I liga         | 24    | 0      |
| 1995/96 | MG MZKS Kozienice            | III liga       |       |        |
| 1996/97 | KSZO Ostrowiec Świętokrzyski | II liga        |       |        |
| 1999/00 | Granica Lubycza Królewska    | IV liga        |       |        |
| 2000/01 | Granica Lubycza Królewska    | IV liga        |       |        |
| 2003/04 | KP Zarzecze                  | Klasa okręgowa |       |        |
| 2006/07 | Sanna Zaklików               | Klasa okręgowa |       |        |